# Калинов мост (группа)
«Калинов мост» — советская и российская рок-группа из Новосибирска. Основана в 1986 году Дмитрием Ревякиным.

## История

### 1980-е годы

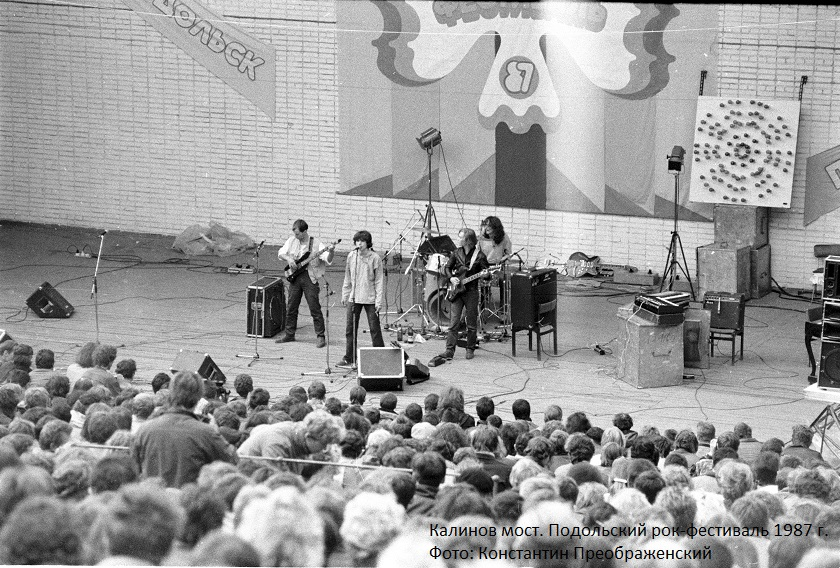
«Калинов Мост» на Подольском рок-фестивале, 1987.
Фото Константина Преображенского

История коллектива началась раньше официальной даты основания. В 1984 году студенты Новосибирского Электротехнического Института (НЭТИ) Дмитрий Ревякин и Дмитрий Селиванов, не пройдя отбор в художественную самодеятельность, решили создать собственную рок-группу. На начальном этапе коллектив существовал под названиями «Здоровье» и «Равноденствие» и даже сыграл несколько концертов.
Группа «Калинов мост» создана в середине 1980-х в Новосибирске. Изначально коллектив представлял собой союз друзей и единомышленников Дмитрия Ревякина. Первые репетиции группы проходили в общежитиях НЭТИ, концерты проводились в ДК и других учреждениях города. Состав «Калинова Моста» окончательно сложился в 1986 году, когда к Ревякину и Селиванову примкнули барабанщик Виктор Чаплыгин и бас-гитарист Андрей Щенников. Однако Дмитрий Селиванов довольно быстро охладел к работе группы. На смену ему пришёл гитарист Василий Смоленцев, дебютировавший осенью 1986 года и на долгие годы определивший звучание коллектива. Оригинальный («золотой») состав группы, таким образом, включал: Дмитрий Ревякин (вокал, акустическая гитара, автор песен), Василий Смоленцев (гитары), Андрей Щенников (бас, бэк-вокал), Виктор Чаплыгин (барабаны).
Название «Калинов мост» («Калиновый мост») на одной из первых репетиций группы предложила девушка Дмитрия Ревякина Ольга, ставшая впоследствии его женой.
В конце декабря 1986 года группа записывает свой первый магнитоальбом, который распространялся по стране на магнитных лентах. Официально эта запись впервые была издана лишь в 2006 году к двадцатилетию команды. Песни с этого альбома больше известны по концертным записям «Мелодии Голых Ветвей», «Надо Было» и «Вольница».
С подачи лидера группы «Алиса» Константина Кинчева, «Калинов Мост» приехал в Ленинград и в качестве гостя выступил на VI Фестивале Ленинградского рок-клуба, произведя сильное впечатление на публику. Самиздатовская пресса особо отмечала игру гитариста Василия Смоленцева. Настоящий фурор коллектив произвёл на фестивале в Подольске в сентябре 1987 года. Группа исполнила песню «Полоняне», где Дмитрий Ревякин использовал нецензурное слово, что не было оценено жюри, и приза группа не получила. Тем не менее, это выступление принесло «Калинову Мосту» общесоюзную известность.
Начальный этап творчества «Калинова моста» (середина — конец 1980-х) не отразился на студийной дискографии группы, однако до настоящего времени дошли многие концертные записи, например, альбомы «Вольница», «Надо было», «Мелодии голых ветвей». Тематика ранних песен соответствует тогдашним взглядам Ревякина и его друзей: молодость, свобода, движение хиппи («Сансара», «Надоест нам суета»). Немало песен полностью посвящено любовной и даже иногда семейной теме («Грустная песня», «Весенний блюз»). Чуть позже Ревякин начинает писать песни с более смелыми текстами, чем приближается к своим «идейным» соратникам эпохи рок-клубов. В это время Ревякин пишет немало длинных песен со смысловой нагрузкой. Это, например, такие известные песни, как «Сибирский марш», «Вымыты дождем», «Казак». В этот период принцип народности в его творчестве проявляется в призывах к самосовершенствованию и саморазвитию, обращённых к молодому поколению.
В интервью журналу «РИО» песни группы похвалил Виктор Цой.
Студийная деятельность группы началась в 1988 году, когда Дмитрий Ревякин познакомился со Стасом Наминым, продюсером центра SNC. Осенью музыканты переехали в Москву для записи первого профессионального альбома, однако из-за недостатка опыта и нестабильности состава работа не была завершена.

### 1990-е годы
В 1990 году «Калинов Мост» снова приехал в Москву на SNC, где записал дебютный альбом «Выворотень», изданный на виниле. В дальнейшем коллектив записал там же ещё два альбома: «Дарза» и «Узарень». Первый из них и частично второй ещё сохраняют узнаваемые черты того этапа творчества Ревякина, к которому относятся «Сибирский марш» и другие подобные песни. Однако, в альбоме «Дарза» лирика и образность вытесняют идейность текстов. Ревякин в этот период под впечатлением В. Хлебникова сильно увлекается словотворчеством. Группа начинает выезжать с концертами в европейскую часть России.
В этот период, особенно после знакомства с творчеством Александра Башлачёва и других поэтов уральского рока, Ревякин приходит в социально-критическое направление. В песнях этого времени, например, в альбоме «Надо было...» (1987), звучит острая критика существующих порядков, отражающая интуитивное предчувствие поэтом губительности преобразований эпохи перестройки. Позже, от социальной критики, Ревякин переходит к «самовитой» борьбе — сохранению народного достояния сибиряков, их языка, природной красоты и нравственного богатства, что ярко выражено в песне «Сибирский марш». Начиная с альбома «Выворотень» (1990), поэзия Ревякина приобретает гармоническое единство содержания и формы, где природные образы сочетаются с певучестью языка и экспериментальным словотворчеством.
После записи альбома «Узарень» группа прекратила существование из-за внутренних противоречий. Альбом «Пояс Ульчи» (1994) Дмитрий Ревякин и Василий Смоленцев фактически делали вдвоём, при участии большого количества сессионных музыкантов. В нём количество малопонятных образов и словотворчества в текстах превысило их уровень в предыдущих работах. В конце работы над альбомом в группе произошёл конфликт, назревавший достаточно долго до этого. С уходом басиста Андрея Щенникова заканчивается эпоха оригинального («золотого») состава «Калинова моста».
В 1994 году группа снова собирается в классическом составе и вместе с «ДДТ» играет концерт в Театре Советской Армии. Воодушевлённые успехом, музыканты строят планы на продолжение деятельности. Однако к этому времени популярность группы спала, модные клубы отказывали в выступлениях, а записи новой пластинки мешали внутренние противоречия. После выпуска концертного сборника «Травень» Дмитрий Ревякин объявил о своём уходе из группы и занялся сольным проектом «Ревякин и Соратники». «Травень», изначально планировавшийся как полноценный коммерческий альбом, был записан с трансляции на телевидении.
В 1997 году «Калинов Мост» заключил контракт с фирмой Moroz Records на издание всего каталога коллектива на компакт-дисках. Музыканты снова собрались и сыграли концерт в ДК имени Горбунова, который позже вышел на VHS под названием «Высекать Мосты». В этот же период группа приступила к репетиции материала альбома «Оружие». Окончательно покинул коллектив Андрей Щенников, басовые партии в альбоме записывает Олег Татаренко. В 1998 году альбом «Оружие» выходит. Многими критиками он признается знаковым в русском роке. Примерно в этот же период на лейбле Moroz Records издаются архивные записи «Калинова моста». Благодаря изданию «Оружия» и архивных записей группа существенно улучшает своё материальное положение, у неё появляется заметное число постоянных поклонников в Петербурге и в Москве. С 1998 по 2003 год в составе группы появляется басист Евгений Барышев, с которым Ревякин познакомился в Чите.

### 2000-е годы
В 2001 году группой издается альбом «Руда», и наступает перерыв в выпусках пластинок на пять лет. За это время группа неоднократно меняет состав, выступает в разных городах страны, записывает материал для нового альбома (запись длилась более двух лет). В этот период состав покидают, а потом снова в нём появляются Александр Владыкин и Олег Татаренко. Также в состав входит гитарист Константин Ковачев, пришедший на смену Василию Смоленцеву. В 2006 году выходит альбом SWA, в котором сделан акцент на лирике. Альбом посвящён памяти супруги Дмитрия Ольги, умершей от сердечного приступа в декабре 2005 года. C 2006 года состав коллектива стабилизировался на долгое время.

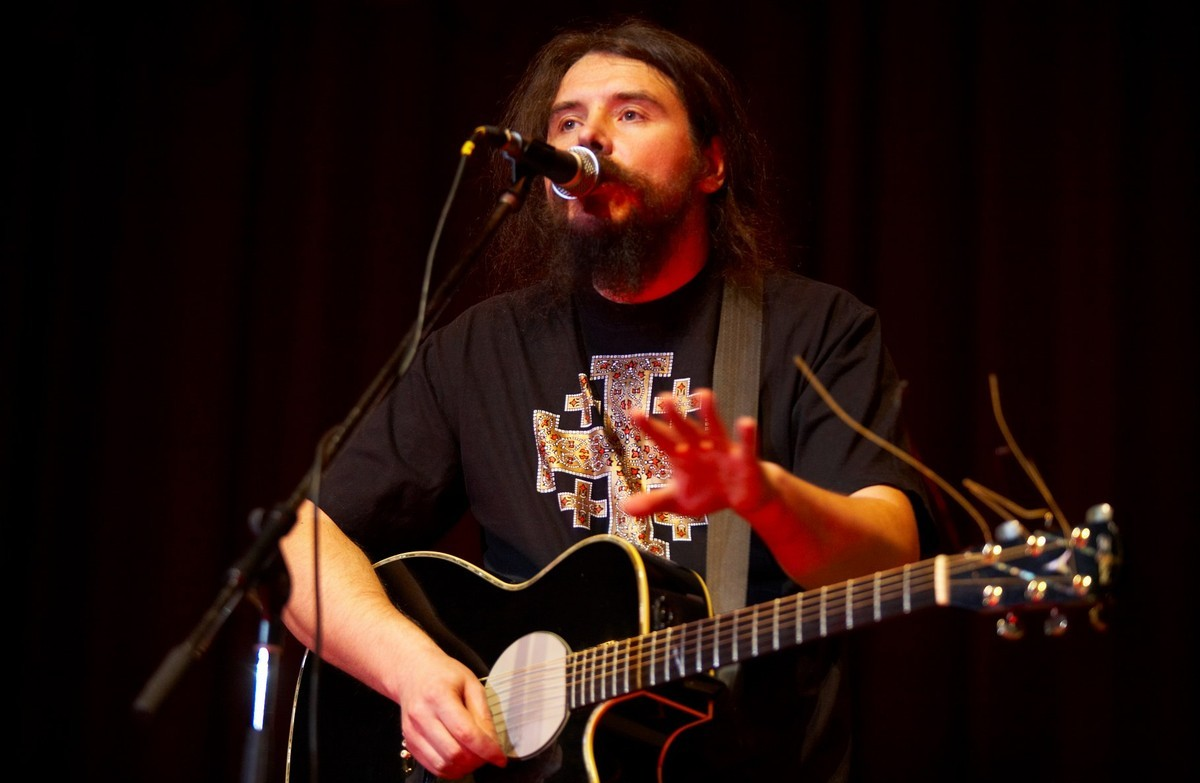
Дмитрий Ревякин — Калинов Мост — концертное фото — Новосибирск 27 ноября 2007 г. ДК им. Чкалова

В 2007 году выходит альбом «Ледяной походъ», радикально отличающийся от предыдущего идейностью текстов. Альбом почти целиком посвящён теме войны, подвига, прослеживается явная симпатия к Белому движению. Большое влияние оказало православие, принятое Ревякиным в 2000 году. Сам Дмитрий Ревякин считает альбом главным в творчестве «Калинова моста», и даже говорит, что «миссия „Калинова моста“ на этом выполнена». Перед записью альбома в составе вновь происходят изменения — к группе присоединяется басист Андрей Баслык.
В 2009 году выходит следующий альбом Калинова моста — «Сердце». Тематика текстов вполне соответствует названию — больше всего текстов на тему любви. Как и SWA, альбом посвящён памяти Ольги. Перед работой над альбомом группу покинул Александр Владыкин, в результате чего концертное звучание группы сильно упростилось, однако в альбоме «Сердце» это компенсируется сложностью гитарных аранжировок, записанных множественными студийными наложениями.
В июле 2009 года группа стала хедлайнером целого ряда фестивалей: «Нашествие», «Сердце Пармы» (Пермский край) и «Рок-этно-стан» (Свердловская область).

### 2010-е годы
В 2010 году вышел необычный DVD «Калинов мост: Жатва Catharsis Quest», который представляет собой сольный альбом Дмитрия Ревякина «Жатва» в новом концертном исполнении группы «Калинов мост» под специально созданный концептуальный видеоряд — по сути, объединённая единой концепцией последовательность видеоклипов.
В конце этого же года вышел новый студийный альбом «Калинова моста» «Эсхато» (название Дмитрий Ревякин производит от слова «эсхатология», — учение о последних временах). Презентация релиза прошла 12 ноября в клубе «Б-2». Сразу две песни с альбома, «Ангелы рая» и «Мать Европа», добились небывалого для группы успеха — 1-е место хит-парада «Чартова дюжина» на «Нашем радио» в течение шести недель подряд каждая.
В этом же году (2010) группа записывает трибьют-альбом памяти Александра Башлачёва — «Серебро и слёзы», выпущенный в 2014 году. Авторами идеи и почти всех аранжировок альбома являются Дмитрий Ревякин и группа «Калинов мост»; они же записали большую часть аккомпанемента. В проекте участвовали многие известные рок-музыканты России и постсоветского пространства, большинство из которых лично знали Александра.
В марте 2012 года вышел альбом Золотое толокно. Презентация пластинки была запланирована на апрель, но, в итоге, состоялась 20 сентября в московском Театре эстрады. Релиз вошёл в 20 самых продаваемых альбомов России под 20-м местом.
В 2013 году вышел альбом Contra. Презентация пластинки прошла в московском клубе «ТеатрЪ» 22 ноября. Альбом был охарактеризован Дмитрием Ревякиным как «жёсткий, урбанистический». В нём лидер группы выразил протест «против современных тенденций мира», которые, с его точки зрения, являются разрушительными.
В конце октября 2015 года вышел альбом «Циклон», посвящённый полуострову Камчатка. Релиз был представлен 6 ноября в московском клубе «RED». Несколько видео с концерта были размещены на официальном youtube-канале группы. 21 ноября 2015 года состоялась премьера клипа «На Краю Земли». 1 декабря группа опубликовала видео на песню «Горизонты». Примечательно, что оно стало второй версией клипа на данную композицию. Первая вышла ещё в начале октября 2015 года.
В 2016 году группа выпустила альбом «Сезон овец». В том же году коллектив отметил своё 30-летие. В честь этого события вышел документальный фильм «Калинов мост: Пьеса СРоком 30 лет».
В 2019 году вышел альбом «Даурия», посвящённый Забайкалью — малой родине Дмитрия Ревякина. Замысел создать такую пластинку у лидера группы созрел 4 года назад, а записывался альбом с начала 2018 года.
Летом 2019 года в составе группы назрел серьёзный кризис. Коллектив стал выступать в акустическом составе. 28 сентября стало известно, что гитарист Константин Ковачев и бас-гитарист Андрей Баслык покинули коллектив. В тот же день группа дала концерт в Санкт-Петербурге с новым гитаристом Алексеем Лебедевым. Месяц команда отработала в акустическом составе, а 26 октября было объявлено о возвращении в коллектив Андрея Баслыка (эта информация несколько отличается от ранее представленной, где Баслык вернулся позже).

### 2020-е годы
В августе 2020 года произошло очередное изменение в составе: группу покинул барабанщик Виктор Чаплыгин, который играл в ней с самого основания. 27 ноября 2020 года в ДК им. Горбунова состоялся концерт в честь 30-летия альбома «Выворотень».

## Стиль
Творчество группы сочетает рок-музыку с влияниями русских народных песен и славянской мифологии. Обращение Ревякина к христианству в 2000 году отразилось на творчестве группы: от языческих мотивов оно перешло к христианским.
Группа считается пионерами славянского фолк-рока в России. При этом «в текстах Дмитрия Ревякина больше прослеживалось влияние Велимира Хлебникова, а в музыке — британского хард-рока и американского ритм-энд-блюза начала 70-х, нежели близость к корням. Но общий антураж позволял воспринимать группу именно с такой точки зрения».
Сам Ревякин характеризует музыкальный стиль «Калинова моста» во множестве статей и интервью как «новые казачьи песни».

### Трактовка названия
Название «Калинов Мост» возникло в 1986 году. Согласно воспоминаниям Дмитрия Ревякина, это словосочетание ему предложила будущая супруга Ольга. В русских народных сказках «Калиновым мостом» называли мост через реку Смородину, соединяющий мир живых и мёртвых. Слово «калинов» в данном случае не имеет ничего общего с кустами калины, а употребляется в устаревшем значении: «калить», «закаливать» (по отношению к металлу).

### Тематика и поэтика песен
Лирика Дмитрия Ревякина является объектом академических исследований, которые выделяют ряд ключевых особенностей.
Одной из центральных для рок-поэзии Ревякина является концептуальная оппозиция «ГОРОД – ПРОСТРАНСТВО вне ГОРОДА». В ГОРОДЕ лирический герой чувствует себя чужим, дезориентированным, «мечется» («Я метаюсь в потёмках дневных / Среди стен городских»). Городское пространство часто ассоциируется с опасностью и гибелью, где «вереница дверей разевает глубокую пасть». Город воспринимается как враждебный участок пространства, связанный с концептом СМЕРТЬ. Явления природы в городе (снег, ветер, дождь) также ощущаются как чужеродные, «непрошеные гости».
Концепт ДОМ в лирике Ревякина, в отличие от ГОРОДА, чаще всего обладает положительной или нейтральной оценкой. ДОМ — это жилище человека, связанное с семьёй, уютом, трапезой. Уход из ДОМА воспринимается как расставание с дорогим, а не бегство от опостылевшего быта («Ужин в покинутом доме / Будет грустным и поздним»). Однако оценка ДОМА может быть и амбивалентной: уют ДОМА иногда представляется силой, сковывающей лирического героя («плен-уют»), и тогда освобождение требует радикальных мер, вплоть до символического «сжигания мостов».
Противоположностью ДОМУ выступают такие типы помещений, как БЕРЛОГА, НОРА, ЗАГОН, которые характеризуются теснотой, отсутствием уюта и связью с животным миром. Пребывание в них сопряжено с болью, бездействием, потерей себя. Ещё более негативно окрашены ПОДВАЛ, ПОГРЕБ, ТЕМНИЦА, связанные с опасностью, болезнью, медленной смертью и характеризующиеся признаками «сырой, мокрый», «холодный».
Характерной чертой идиостиля Ревякина является активное использование лексических неологизмов. Поэт, называющий своим учителем Велимира Хлебникова, заимствует у него не столько сами слова, сколько способы их производства: совмещение нескольких лексем в одной («рунзы»), создание словообразовательных гнезд на основе существующих корней («воля, волить, воль»). Ревякин также разрабатывает собственные методы словотворчества, например, «корнеумножение» — привнесение в слово элемента значения другого слова путём минимального искажения формы («надолбы» — от «долбить» и «столбы»). Неологизмы могут образовываться по продуктивным моделям русского языка, моделям родственных славянских языков (например, «травень» по украинской модели) или по индивидуальным авторским моделям, часто фоносемантического характера. Среди таких окказионализмов выделяются псевдотопонимы (река Онон и её производные), имена божеств (Даждо, Заря) и слова-заклинания («венч»).
Исследователи также отмечают наличие в поэзии Ревякина символистского кода, где анаграммы могут служить способом семантической организации текста, раскрывая ключевые мотивно-тематические комплексы. Например, рекомбинация звуков слова «разрыв» (ключевого для мотива инициации) может проявляться в других словах песни.
В целом, механизм концептуализации жилища и пространства в лирике Ревякина базируется на оппозициях «ГОРОД – ПРОСТРАНСТВО вне ГОРОДА» и «движение – статика», которые являются одними из основ мировоззренческой концепции рок-поэзии.

## Состав

### Текущий состав
По данным официального сайта группы (на март 2022 года):
- Дмитрий Ревякин — автор стихов и музыки, основатель и лидер группы, вокалист (1986—наши дни)
- Александр Владыкин — баян, клавишные инструменты (1992—1996, 2001—2008, 2014—наши дни)
- Андрей Баслык — бас-гитара, бэк-вокал (2006—наши дни)
- Дмитрий Плотников — гитара (2020—наши дни)
- Дмитрий Кричевский — барабаны (2020—наши дни)
- Виталий Присмотров — звукорежиссёр (2019—наши дни)

### Бывшие участники
- Виктор Чаплыгин — ударные, бэк-вокал, семплы (1986—2020)
- Дмитрий Селиванов — гитара (1984—1986)[1]
- Андрей «Крэз» Щенников — бас-гитара (1986—1998; альбомы «Выворотень», «Дарза», «Узарень» и концертные сборники)[1]
- Василий Смоленцев — гитара (1986—2000; альбомы «Выворотень», «Дарза», «Узарень», «Оружие», «Руда» и концертные сборники)[1]
- Владимир Бугаец — гитара (1988—1989; студийные записи 1988 года)[1]
- Олег Татаренко — бас-гитара (1994, 1995, 1998, 2003—2006; альбомы «Пояс Ульчи», «Оружие», «SWA» и концертные сборники)[1]
- Герман Шабанов — ударные (1994)
- Евгений Барышев — бас-гитара (1998—2003; альбомы «Руда», «SWA» и концертные сборники)[1]
- Стас Лукьянов — гитара (2001—2002)
- Руслан «Индеец» Черников — ударные (2002)
- Евгений «Коллини» Колмаков — гитара (2002—2003)
- Валерий Фомин — ударные (2003)
- Игорь Хомич — гитара (2003—2005; альбом «SWA»)[1]
- Константин Ковачев — гитара (2005—2019)[1]
- Александр Гирич — бас-гитара
- Вадим Точилов — бас-гитара
- Валерий Черкесов — звукорежиссёр (настоящее время по данным reproduktor.net на момент публикации их статьи[1])
- Александр «Мартин» Кирилов — звукорежиссёр (80-е и 90-е годы)[1]
- Янка Дягилева

## Дискография
Студийные альбомы
- 1986 — Калинов мост (магнитоальбом, издан в 2006)
- 1991 — Выворотень
- 1992 — Дарза
- 1993 — Узарень
- 1994 — Ливень
- 1994 — Пояс Ульчи
- 1998 — Оружие
- 2001 — Руда
- 2006 — SWA (в источнике reproduktor.net указан 2005 год)
- 2007 — Ледяной походъ
- 2009 — Сердце
- 2010 — €$X@†O
- 2012 — Золотое толокно
- 2013 — Contra
- 2015 — Циклон
- 2016 — Сезон овец
- 2018 — Даурия
- 2022 — Холсты
- 2024 — Дастояр

Видеоклипы
- 1998 — Родная (реж. Армен Петросян)
- 1999 — Уходили из дома
- 1999 — Сберегла (реж. Армен Петросян)
- 2001 — Самим собой (реж. Вадим Кошкин)
- 2002 — Иерусалим
- 2003 — Всё путём (анимационный)
- 2003 — Камчатка
- 2006 — Через край (реж. Виктор Придувалов)
- 2006 — Конь-огонь (реж. Виктор Придувалов)
- 2014 — Фитилёк (реж. Александр Панкратов)
- 2015 — Так случилось (реж. Иван Нежданов)
- 2015 — Горизонты (реж. Иван Нежданов)